# Zverev
Zverev je priimek več oseb:
- Nikolaj Vladislavovič Zverev, sovjetski general
- Aleksander Dimitrijevič Zverev, sovjetski general
- Nikolaj Zverev (1832—1893), ruski pianist in pedagog
- Mischa Zverev (*1987), poklicni tenisač, ki zastopa Nemčijo
- Anatolij Zverev (1931—1986), sovjetski slikar
- Arsenij Zverev (1900—1969), sovjetski finančni minister